# El Roble, Tierra Blanca (Veracruz)
El Roble är en ort i Mexiko.   Den ligger i kommunen Tierra Blanca och delstaten Veracruz, i den sydöstra delen av landet, 300 km öster om huvudstaden Mexico City. El Roble ligger 101 meter över havet och antalet invånare är 136.
Terrängen runt El Roble är platt. Runt El Roble är det ganska tätbefolkat, med 65 invånare per kvadratkilometer. Närmaste större samhälle är Acatlán de Pérez Figueroa, 18,7 km väster om El Roble. Trakten runt El Roble består till största delen av jordbruksmark.